# Coming Home (canción de Bryan Adams)
«Coming Home» es el segundo sencillo del disco You Want It, You Got It del cantante canadiense Bryan Adams.
Esta canción se caracteriza por tener un ritmo de balada muy soft, la cual podría decirse que es una de los primeros sencillo de Adams con este tipo de ritmo.
La canción alcanzó la posición número 46 en el 'Top Hits de Canadá' en 1982.